# Constantin Lascaris
Pour les articles homonymes, voir Constantin Lascaris (empereur byzantin), Lascaris et Lascaris (homonymie).
Constantin Lascaris, né en 1434-1435 à Constantinople et mort en 1501 à Messine, est un grammairien byzantin et l'un des acteurs principaux du renouveau des lettres grecques en Occident.

## Biographie
Élève de Jean Argyropoulos entre 1444 et 1453, il arrive en Occident vers 1460, après avoir été fait prisonnier durant l'occupation turque à Constantinople en 1453. Après quelques courts séjours entre les îles grecques dont très certainement la Crète et l'île de Rhodes, il est précepteur de la fille de Francesco Sforza, à Milan, où il commence la rédaction de sa grammaire. Il voyage ensuite peut-être à Rome où il a pu faire la rencontre du plus grand protecteur des érudits grecs en Occident et de l'humanisme byzantin au sein du clergé, le cardinal Bessarion, lui-même originaire de Trébizonde. Puis, il se rend à Naples vers 1465 pour suivre son élève Hippolyte Sforza fiancée au duc Alphonse de Calabre. Il n'enseigne dans la ville que pour une très courte durée, la quittant dès 1466 pour faire escale à Messine et repartir pour le Levant. Grâce à l’insistance des Messinais et au climat favorable de la ville, Constantin Lascaris peut finalement s'y installer et entreprendre une vie sans doute plus agréable, puisqu'il ne quittera plus l'île pendant 35 ans. En 1468, le cardinal Bessarion (archimandrite du Monastère de Saint-Sauveur depuis 1457) et le pape Pie II le nomment professeur de grec au monastère Saint-Sauveur. 
Les 18 monastères concernés par cet enseignement ne font guère preuve d'enthousiasme face à cette nouvelle possibilité de faire revivre la langue grecque au sein de leurs établissements. Non sans difficulté, le nouveau professeur de grec (après Andronic Galisioto mort en 1467) finit par obtenir le paiement de ses services et obtient même la citoyenneté messinaise en 1481 en reconnaissance de ses services. En 1494 (année de l’édition Aldine de ses Erotemata), il obtient une chaire d’enseignement public qui constitue le premier enseignement universitaire avant la réelle ouverture de l’institution 56 ans plus tard.
Constantin Lascaris fut le professeur d'une importante génération d'humanistes pour la plupart siciliens, mais aussi d'Europe; les jeunes vénitiens Pietro Bembo et Ange Gabrieli n'hesitèrent pas à entreprendre un long voyage de 10 jours pour suivre son enseignement en 1492. Citons encore J. Christophe Scobar humaniste et lexicographe espagnol qui fit lui aussi le déplacement pour apprendre la langue d'Homère sous sa tutelle.
La date exacte de sa mort est inconnue. L’ultime document de sa présence à Messine est son testament datant de 1501.

## Œuvres
La première édition des Erotemata, une grammaire du grec ancien, remonte à 1476 (il s’agit de la première œuvre imprimée entièrement en grec), sous les presses milanaises de Denys Paravicino, avec la collaboration de Démétrios Damilas ou Demetrius le crétois. Il y eut une nouvelle édition avec la traduction de J. Crastone en 1480. Alde Manuce, le célèbre imprimeur vénitien, reprend cette grammaire et la fait corriger par l’auteur avant de la rééditer en 1494-95 puis une nouvelle fois en 1512. Selon l’Encyclopædia Britannica (1911), « cette grammaire, réimprimées à plusieurs reprises, est la seule œuvre de valeur produite par Lascaris ». Juan de Iriarte a reproduit quelques-unes de ses lettres dans son recueil Regiæ Bibliothecæ Matritensis codices Graeci manuscripti (Madrid, 1769).
- Au XIXe siècle, Abel-Francois Villemain lui a consacré une biographie intitulée Lascaris, ou les Grecs du quinzieme siècle (1825).
- Erotemata (grec et latin), et autres textes. Venise, Alde Manuce, 8 mars 1495